# Brighstoneus

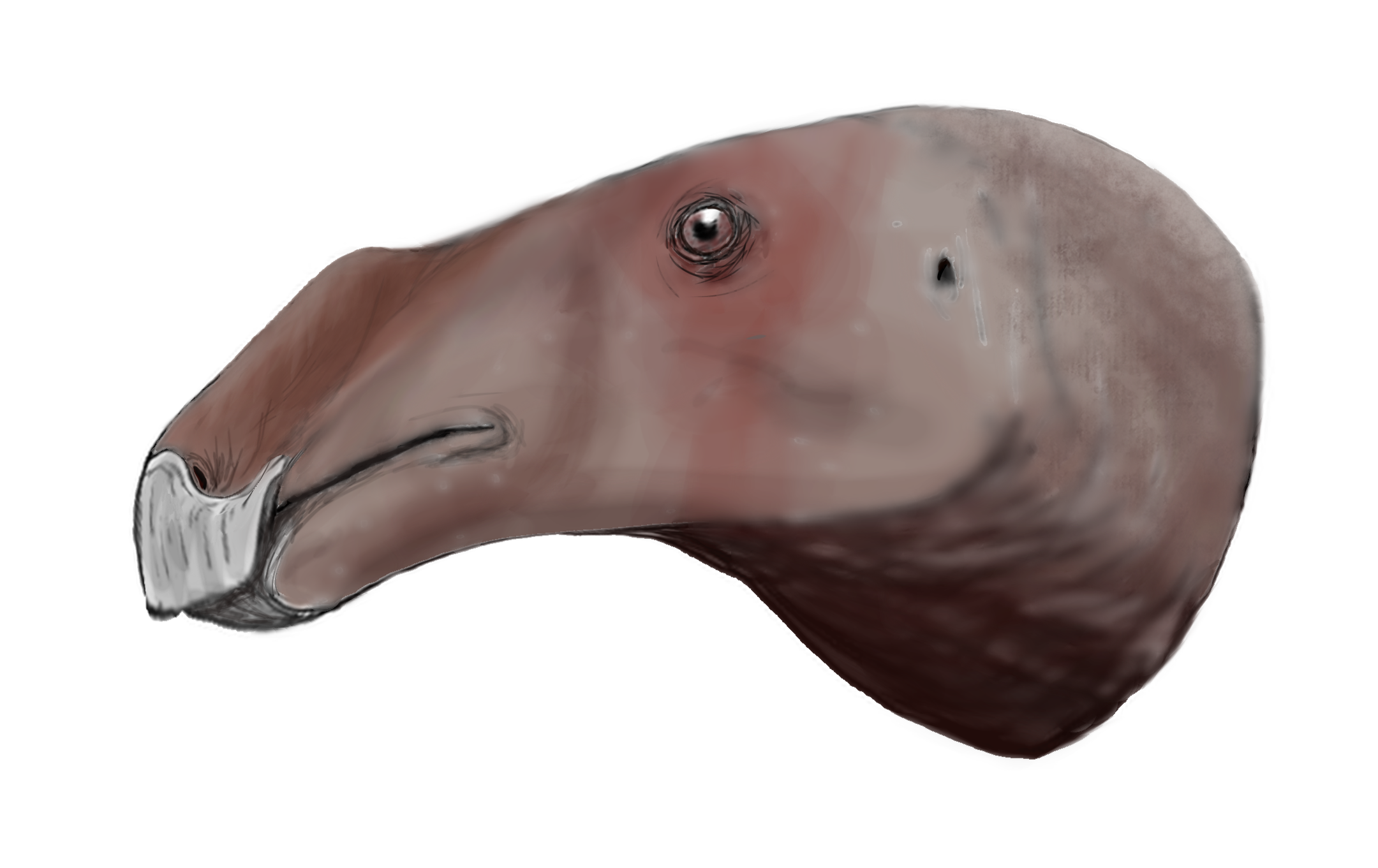
Brighstoneus simmondsi

Brighstoneus simmondsi is een plantenetende ornithischische dinosauriër, behorende tot de Euornithopoda, die tijdens het vroege Krijt leefde in het gebied van het huidige Engeland.

## Vondst en naamgeving
In de zomer van 1978 deed een zware storm op de zuidwestkust van Wight een deel van de Grange Chine instorten. De rotsen, met daarin duidelijk zichtbare beenderen, vielen op het strand van Brighstone Bay. De familie Henwood uit Basingstoke die toevallig haar vakantie hield op Wight, leende wat houwelen en spaden en nam de daarmee geborgen botten mee naar huis. In de weken daarna bezocht geologiestudent David Richards de locatie en stelde nog meer botten veilig. Die deed hij toekomen aan het Museum of Isle of Wight Geology en het British Museum of Natural History. Daar stelde paleontoloog Alan Jack Charig vast dat de fossielen aan twee soorten toebehoorden. Eén daarvan was een planteneter die hij ïdentificeerde als Iguanodon en later als Mantellisaurus. De andere was een theropode die uiteindelijk benoemd zou worden als Neovenator.

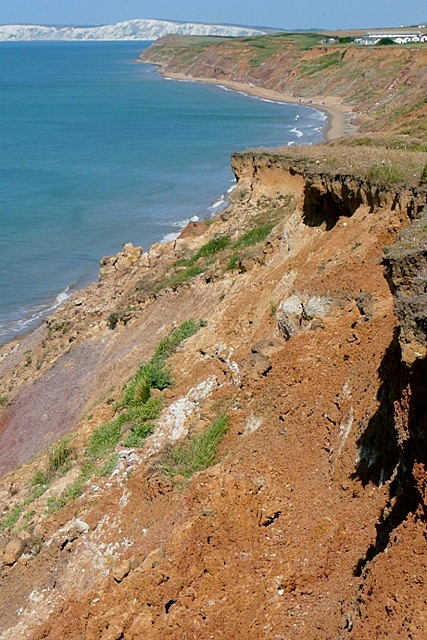
De Grange Chine

Richards had aangegeven dat er nog meer materiaal te vinden was. De "Iguanodon" trok daarbij de meeste belangstelling en begin jaren tachtig stuurde het BMNH een team naar Wight om die verder op te graven. Wight telt veel amateurpaleontologen en die begonnen hierop onder leiding van het museum de rotsen bij de Grange Chine systematisch uit te kammen. Keith en Jenny Simmonds vonden daarbij nog meer botten. De aandacht verplaatste zich naar de theropode overblijfselen en de planteneter werd verwaarloosd.

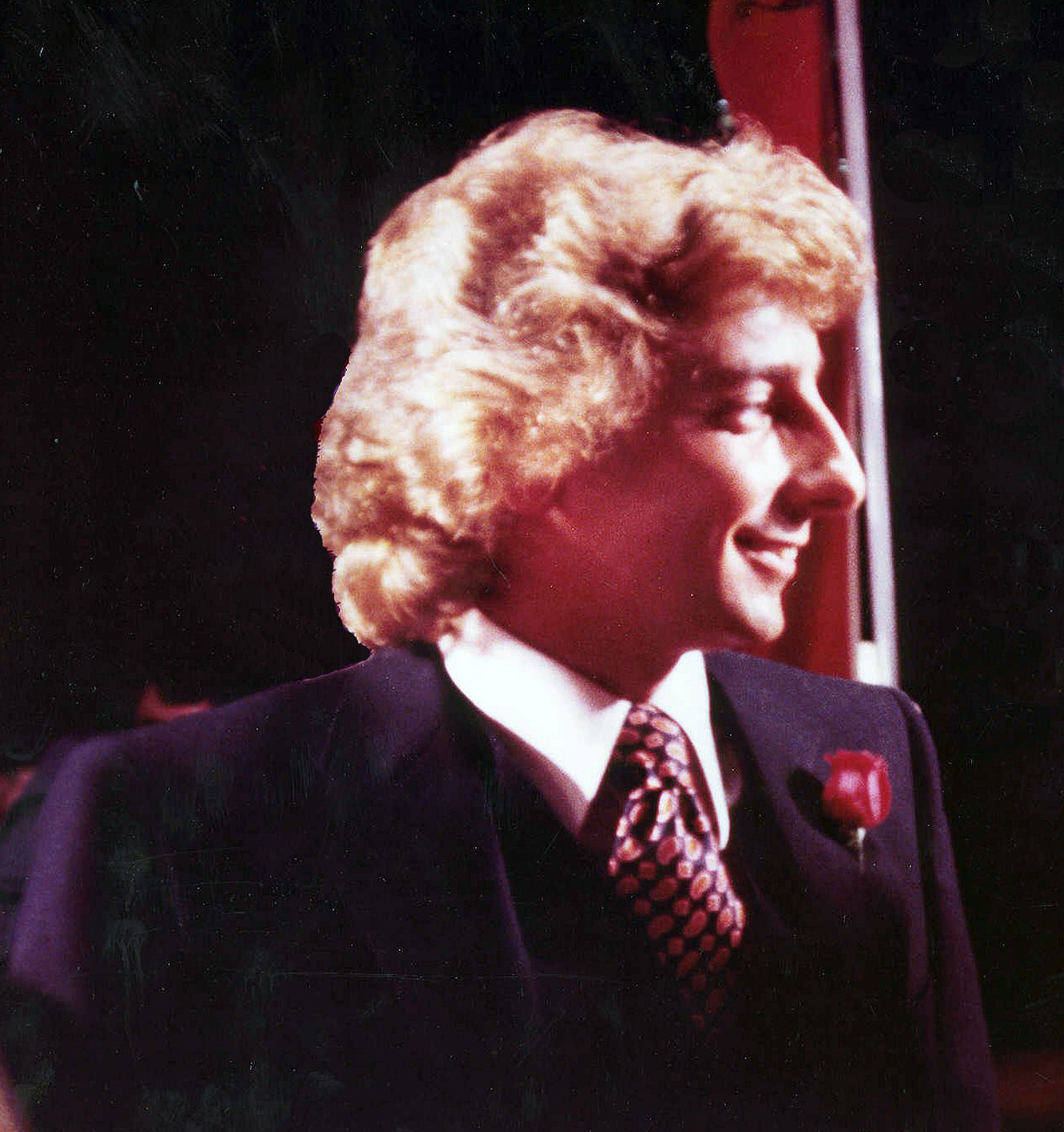
De gelijkenis met de neus van Barry Manilow inspireerde Lockwood tot het benoemen van een aparte soort

Hierin kwam verandering toen dokter Jeremy Lockwood, een fervent amateurpaleontoloog en voorzitter van de Friends of Dinosaur Isle, besloot alle iguanodontische fossielen van Wight te gaan catalogiseren, toen hij na zijn pensionering een doctoraat wilde behalen aan de Plymouth University. Het viel hem toen op dat de vondst uit 1978 veel meer tandposities had dan Iguanodon of Mantellisaurus. Ook was de neus groter, door hem vergeleken met de "gok" van Barry Manilow. Toen ook nog bleek dat Mantellisaurus een vier miljoen jaar jonger was, concludeerde hij dat het om een nog onbekende soort moest gaan. Overigens was het grote aantal tanden in 2008 ook Gregory S. Paul opgevallen die daarom suggereerde dat het exemplaar toegewezen kon worden aan Dollodon.
In 2021 werd de typesoort Brighstoneus simmondsi benoemd en beschreven door Jeremy A.F. Lockwood, David Michael Martill en Susannah Catherine Rose Maidment. De geslachtsnaam verwijst naar Brighstone. Daarbij werd apart vermeld dat dit de woonplaats geweest was van de negentiende-eeuwse paleontoloog William Fox. De soortaanduiding eert Keith Simmonds als ontdekker.
Het holotype, MIWG 6348, is gevonden in een laag plantenresten van de Wessexformatie. De laag dateert uit het vroege Barremien en is volgens Lockwood zo'n 125 miljoen jaar oud. Het bestaat uit een gedeeltelijk skelet met schedel en onderkaken. Bewaard zijn gebleven: de rechterpraemaxilla, beide bovenkaaksbeenderen, beide jukbeenderen, het linkerpalpebrale, het linkerneusbeen, het predentarium, beide dentaria, acht ruggenwervels, het heiligbeen, zes staartwervels, veertien ribben, beide darmbeenderen, een mogelijke processus praepubicus, het rechterzitbeen en het rechterdijbeen. De beenderen lagen niet in verband en werden vermengd met het holotype van Neovenator gevonden over een oppervlakte van zes bij vijf meter. De beenderen zijn al voor de fossilisering aangevreten door vermoedelijk keverlarven. Ze maken deel uit van de collectie van het Museum of Isle of Wight Geology. Ze moeten niet verward worden met de in 1976 gevonden Pink Iggy, specimen MIWG.5126. Door de chaotische vondstomstandigheden zijn twee ruggenwervels en wat fragmenten in particuliere hand gekomen. Ze werden in 2021 niet beschreven.

## Beschrijving

### Grootte en onderscheidende kenmerken
Lockwood gaf in persberichten de lengte van Brighstoneus aan als acht meter, het gewicht als negenhonderd kilogram (tweeduizend pounds, dus ruwweg een kleine ton). Dat gewicht past meer bij een lengte van vijf meter.
De beschrijvers wisten enkele onderscheidende kenmerken vast te stellen. Twee daarvan zijn autapomorfieën, unieke afgeleide eigenschappen, ten opzichte van de Iguanodontia als geheel. De maxillaire tanden van het bovenkaaksbeen hebben op de binnenzijde een hoofdrichel met ervoor secundaire richels. Het neusbeen is achter het neusgat verbreed tot een zwelling of bulla met bolle zijwanden.
Verder is er een voor de Iguanodontia unieke combinatie van eigenschappen die op zich niet uniek zijn. Het dentarium van de onderkaak heeft minstens achtentwintig tandposities. Per positie is er een uitgekomen tand en een vervangingstand. De tussenschotten tussen de tandkassen lopen niet evenwijdig.
Daarnaast is er een combinatie van kenmerken waarin Brighstoneus zich onderscheidt van Iguanodon en Mantellisaurus. De lengte van het dentarium vóór de processus coronoides bedraagt meer dan zesmaal de minimale hoogte. De processus coronoides steekt haaks uit ten opzichte van het dentarium. Het predentarium heeft een tweelobbig en hartvormig onderste uitsteeksel en opvallende voorste schijntanden met holle voorranden en achterranden. De opgaande tak van het bovenkaaksbeen is achterwaarts geplaatst waarbij het stuk van het been ervoor ongeveer tweemaal langer is dan het stuk erachter. Het bovenkaaksbeen heeft een ver naar voren uitstekende tak boven de voorste tak. De voorste tak van het jukbeen is relatief lang, 60% van de lengte van het been beslaand, en loopt naar voren taps uit in een driehoek. Het naar beneden verlaagde onderste deel van de achterrand van het jukbeen steekt naar achteren uit in een spoorvormige structuur. In bovenaanzicht is het jukbeen recht. De onderkant van de voorste tak van het jukbeen wordt overlapt door de achterste tak van de praemaxilla. De onderste voorste tak van het neusbeen vormt de achterste onderrand van de neusopening. Bij het darmbeen loopt het ondervlak van het aanhangsel voor het zitbeen evenwijdig met de voorste onderrand van het achterblad. Bij het darmbeen heeft het aanhangsel voor het zitbeen een platte buitenwand zonder opvallende bult aan de achterste zijkant. De onderste beenplaat aan de basis van het voorblad van het darmbeen is zwak ontwikkeld. Het voorblad is hoog zonder om de lengteas gewrongen te zijn. Het midden van het blad van het darmbeen is hoog en kort, meer dan een vijfde hoger dan lang.

### Skelet

#### Schedel

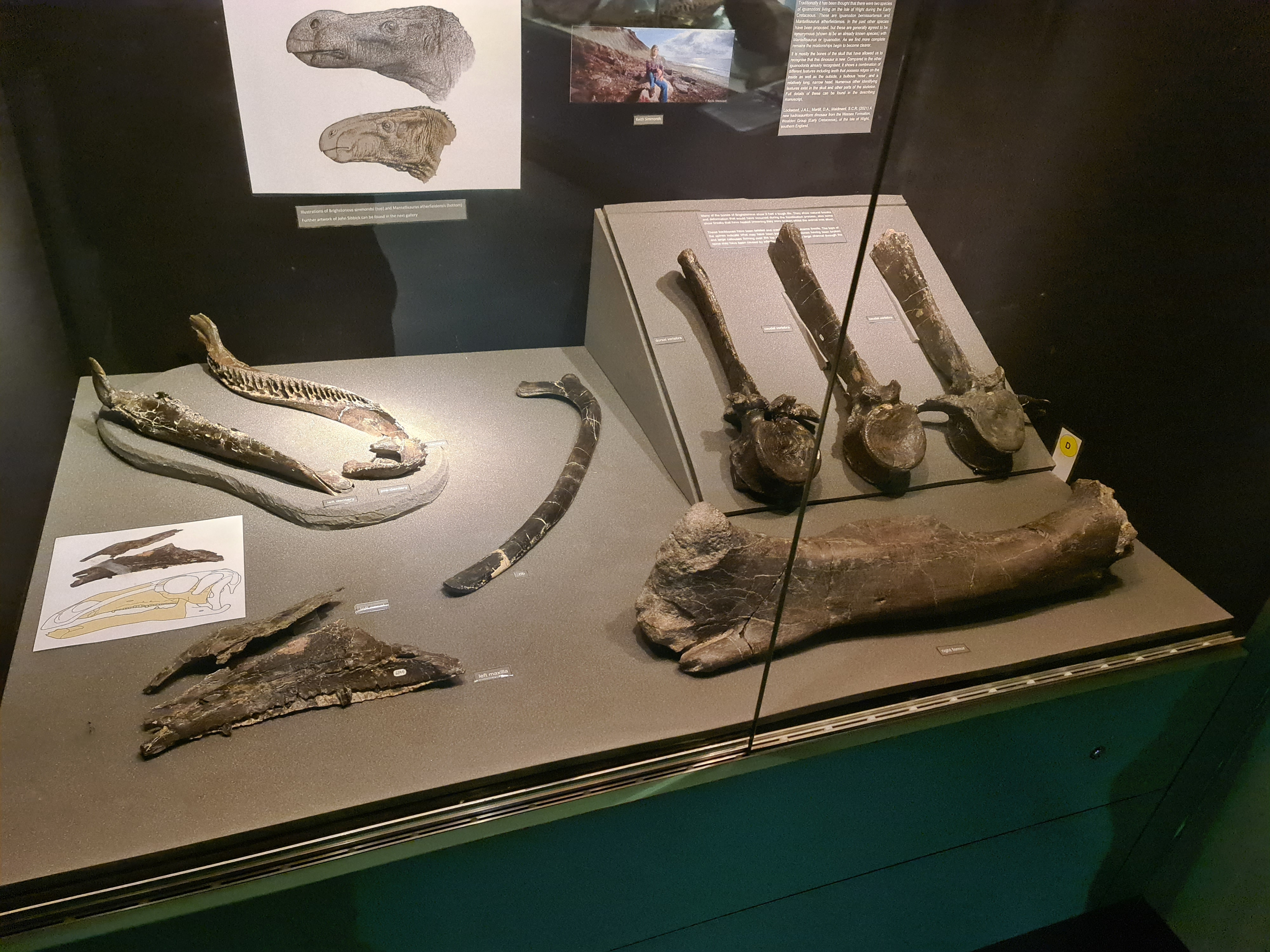
Fossiel materiaal

De schedel is lang en laag, waarbij de neus een opvallende, zij het ook lage, verheffing vormt op de snuit. De achterste tak van de praemaxilla heeft groeven voor het contact met het neusbeen; bij Mantellisaurus zijn er eerder afgeschuinde vlakken. Het bovenkaaksbeen is robuust, maar dunner dan dat van het holotype van Mantellisaurus, specimen NHMUK PV R5764. Dat de voorste tak tweemaal langer is dan de achterste sector, is duidelijk afwijkend van Mantellisaurus waar de voorste sector maar 40% langer is. Bij veel verwanten in de basale Iguanodontia is het aparte bovenste uitsteeksel dat evenwijdig aan de tak naar voren loopt slechts zwak ontwikkeld. Er zijn negenentwintig tandposities met twee, gelijktijdig afgesleten, functionele kronen en twee vervangingstanden per tandkas. De achterste tak van het bovenkaaksbeen is meer eirond dan dat van Mantellisaurus, en met een bollere binnenwand. Bij Iguanodon en Mantellisaurus levert het neusbeen geen bijdrage aan de achterrand van het neusgat. Achter het neusgat vormt het neusbeen een abrupte bult. Die wordt veroorzaakt doordat het lange achterdeel van het neusbeen lager ligt. Zulke bulten zouden zich volgens Lockwood verscheidene malen apart in de Iguanodontia hebben ontwikkeld.
Het jukbeen is recht en smal; bij Mantellisaurus is het naar buiten gebogen met verbredingen. De voorste tak is relatief langer dan bij Iguanodon waar het maar een derde van de lengte beslaat; zelfs bij Mantellisaurus is het maar 55%. De voorste tak is slank, in een punt uitlopend. Een scherpe achterste uitloper van de onderrand komt ook voor bij Equijubus. De takken die het onderste slaapvenster begrenzen hebben verdikte randen die van verwanten onbekend zijn. Het palpebrale staat af van de bovenrand van de oogkas.

#### Onderkaken
Het centrale predentarium, de beenkern van de ondersnavel, draagt vijf grote schijntanden, waarvan een op de middenlijn. Dze hebben holle randen zodat halfcirkelvormige tussenopeningen ontstaan. Het lobvormige onderste centrale uitsteeksel van het predentarium dat de voorzijden van de dentaria omklemt, lijkt op dat van Proa en Bayannurosaurus. Het dentarium buigt vooraan naar beneden onder een hoek van 16° wat niet veel verschilt van de 20° bij Mantellisaurus. Het aantal van achtentwintig tandposities, misschien negenentwintig gezien een klein tandkasje aan het voorste uiteinde van de rechterkaak, is het hoogste voor Hadrosauriformes die slechts een enkele tand en vervangingstand per tandpositie hebben. De niet evenwijdige tussenschotten bij de tandkassen zijn een basaal kenmerk dat gedeeld wordt door Iguanodon en Mantellisaurus. Het beenplateau buiten de tandrij is smaller dan bij die twee soorten. Het diasteem of hiaat tussen tandrij en snavel beslaat de breedte van drie tanden, als bij Mantellisaurus. De groeve in het bovenvlak voor de sluitspier is smaller dan bij die soort. Op de buitenkant verdeelt een naar voren aflopende lage richel de processus coronoides in twee delen; diepe groeven lopen er evenwijdig aan. Bij Mantellisaurus is juist de richel hoog, en zijn de groeven ondiep. Net als bij Iguanodon en Mantellisaurus is er geen buitenste holte tussen de processus en de tandrij.

#### Tanden
De maxillaire tanden staat de hoofdrichel achteraan, op een derde van de breedte van de buitenste kroon, net als bij Bayannurosaurus en Altirhinus. Hierdoor is de kroon wat asymmetrisch in zijaanzicht met een twintigtal vrij verticale smalle vertandingen aan de voorzijde en negen grotere en schuiner lopende aan de achterzijde. De vertandingen worden kleiner en lobvormig richting spits waar een of twee borstvormige uitsteekseltjes op staan. De buitenzijde van de kroon heeft dikker tandglazuur. Die zijde heeft zes secundaire richels: vier aan de achterzijde van een hoofdrichel die tot aan de basis doorlopen, twee aan de voorzijde die korter zijn. Een hoofdrichel is ook zichtbaar op de binnenzijde, een zeldzaam kenmerk gedeeld met Koshisaurus. Helemaal uniek is dat er op die zijde ook secundaire richels zijn. Een nog ongeprepareerd specimen van Wight, IWCMS 2001.445, toont dit kenmerk ook en is mogelijk aan Brighstoneus toewijsbaar.
De dentaire tanden van de onderkaak hebben dik glazuur op de binnenzijde, dus de kant die niet tegen de boventanden afsleet. Hier ligt de hoofdrichel slechts iets naar achteren zodat de kronen minder asymmetrisch zijn. Dit kenmerk wordt gedeeld met Iguanodon. Sommige tanden hebben secundaire richels voor en achter de hoofdrichel. De vertandingen zijn wigvormig en even groot aan de voorrand als aan de achterrand. Aan de voorrand staan ze meer verticaal. De vertandingen lopen uit in drie of meer lobjes die overdwars geplaatst zijn.

#### Postcrania
Uit de rug zijn acht losse wervels gevonden. Hun volgorde is lastig te bepalen. Bij een mogelijke voorste wervel heeft het doornuitsteeksel 114% van de hoogte van het wervellichaam. Die waarde ligt aanzienlijk hoger dan de 76% bij Iguanodon en de 55% bij Mantellisaurus. Naar achteren in de reeks neemt de hoogte nog aanzienlijk toe tot 340%. Dat wordt slechts overtroffen door Bactrosaurus, Hypselospinus, Morelladon en Ouranosaurus. Brighstoneus had dus een vrij hoge rugkam. De achterste wervels hebben in het midden van hun gewrichtsfacetten een notochordale punt, het sterkst aan de voorzijde. Dat wordt ook wel gezien bij sommige wervels van Iguanodon. De achterste wervels hebben zwakke kielen. De ribben verschillen niet van die van Iguanodon of Mantellisaurus.
Het heiligbeen omvat zoals bewaard zes sacrale wervels; het is waarschijnlijk dat er vooraan nog een zevende van de rug "ingevangen" dorsosacraal aanwezig was. De voorste sacrale wervels hebben kielen; de achterste zijn vlak en licht bol van onder. Bij Iguanodon en Mantellisaurus hebben de achterste sacralen soms een lichte trog op de onderzijde. De doornuitsteeksels van de sacrale wervels zijn lang, zesendertig centimeter uitstekend. De kam verhoogde zich nog op de staartbasis tot minstens 390% van de hoogte van de wervellichamen, een waarde die zelfs hoger ligt dan bij Ouranosaurus en de 180% van Iguanodon verre overtreft. In de middenstaart daalt de verhouding naar 130%. De staartwervels hebben geen kielen.
Bij het darmbeen is het voorblad overdwars afgeplat en heeft een uniforme hoogte over de gehele lengte. Dat verschilt van de situatie bij Iguanodon en Mantellisaurus waar de doorsnede overdwars driehoekig is door een verbrede onderrand. Het verschil is echter niet zo fundamenteel want bij Brighstoneus loopt een richel over de binnenzijde evenwijdig aan de onderrand, zodanig dat een onderste strook gevormd wordt die schuin naar beneden gericht een hoek van 20° maakt met de strook erboven. In bovenaanzicht wordt het voorblad naar voren toe iets smaller. Dit bovenvlak is overdwars afgerond maar wat afgeschuind aan de buitenzijde. Anders dan bij Iguanodon en Mantellisaurus is het voorblad niet om de lengteas gewrongen; bij die soorten draait de buitenzijde naar voren toe schuin omhoog. Het voorblad steekt onder een hoek van 21° schuin naar beneden. Dat verschilt niet betekenisvol van de 20° bij Mantellisaurus maar is een stuk minder dan bij sommige exemplaren van Iguanodon wiens holotype bijvoorbeeld een hoek toont van 51°. In zijaanzicht lijkt het voorblad uit te lopen in een laarsvormige verbreding zoals bij Mantellisaurus. Het hoofdlichaam van het darmbeen vormt een centrale plaat, 20% hoger dan lang. Dat verschilt van Iguanodon en Mantellisaurus die daar een liggend rechthoekig vlak hebben. Net zoals bij Iguanodon maar anders dan bij Mantellisaurus ontbreekt een bult op de achterrand van het aanhangsel voor het zitbeen die dat uitsteeksel in tweeën deelt. De onderrand van het aanhangsel loopt naar achteren toe schuin naar beneden, evenwijdig aan de onderrand van het achterblad. Dit is een afgeleid kenmerk dat afwijkt van de horizontale oriëntatie bij Iguanodon en Mantellisaurus.
Als het beenfragment inderdaad de processus praepubicus vertegenwoordigt, lijkt het op de smallere vorm bij Iguanodon maar verschilt van het peddelvormige blad bij Mantellisaurus. Het zitbeen verschilt van dat van Iguanodon door een robuustere schacht en een diepere uitholling tussen de voorrand en het aanhangsel voor het schaambeen. Een vergelijking met Mantellisaurus is niet goed mogelijk doordat diens zitbeen slechts fragmentarisch bewaard is gebleven.
Het vrij slanke dijbeen heeft een iets boven het midden van de schacht geplaatste vierde trochanter, aanhechting voor de retractorspier van de staart, van een aparte vorm. Het profiel is trapeziumvormig. De onderrand loopt schuin naar achteren en omhoog. Deze rand loopt over in de holle kromming van de achterrand van het onderste dijbeen. De achterrand van de vierde trochanter zelf echter loopt in het midden evenwijdig aan de schacht om bol over te gaan in de bovenste schacht. Deze morfologie wordt gedeeld met specimen NHMUK PV R1148, zijnde het holotype van Iguanodon hollingtoniensis, specimen NHMUK PV R2503, zijnde het dijbeen van Iguanodon seelyi, alsmede exemplaren van de Spaanse Iguanodon galvensis en specimen RBINS R347 van Iguanodon bernissartensis. Lockwood meende alsdus dat de afwijking van de normale driehoekige vorm een geval was individuele variatie.

## Fylogenie
Brighstoneus werd in de Iguanodontia geplaatst. De precieze positie bleek lastig te bepalen. In de meeste analyses viel de soort basaal in de Hadrosauriformes uit, in een polytomie of "kam". In één analyse was de positie buiten de Hadrosauriformes als zustersoort van Ouranosaurus.

## Levenswijze
Brighstoneus was een planteneter. Hij leefde op een vlakte waar meanderende rivieren sedimenten afzetten in het Wessexbassin. Het klimaat was "mediterraan", vrij warm en droog. Er was echter ook een nat seizoen waarin vaak veel neerslag viel. Dan vormden zich poelen en meertjes. Tijdens het droge seizoen verschaften afgesneden meanderbochten drinkwater. Een hoger bosgebied ten noorden van de locatie was begroeid met Pinophyta, Ginkgophyta, Pteridophyta, Cycadophyta en Angiospermen. Al met al was er een rijke flora aanwezig die veel voedsel kan hebben opgeleverd. Er waren vaak bosbranden en overstromingen die dikke lagen plantenmateriaal konden afzetten. In bed L9 werden Neovenator en Brighstoneus gevonden. Hun skeletten waren vermoedelijk toevallig bij elkaar gespoeld. In het algemeen is het wel plausibel dat de grote Neovenator op Brighstoneus joeg.
Volgens Lockwood had de gezwollen neus vooral een seksuele functie, als teken van geslachtsrijpheid of als een vorm van seksuele dimorfie.